# الحامول (قرية)
قرية الحامول، قرية رئيسية تابعة لمركز منوف التابع لمحافظة المنوفية في جمهورية مصر العربية.

## السكان
بلغ عدد سكان الحامول 11,693 نسمة، منهم 6111 رجل و5،582 إمرأة، حسب الإحصاء الرسمي لعام 2006.

## أعلامها
- محمد عبد العزيز الخولي،  (1892 - 12 أبريل 1931) فقيه.